# Testudobracon australicolorus
Testudobracon australicolorus är en stekelart som beskrevs av Donald L.J. Quicke och Ingram 1993. Testudobracon australicolorus ingår i släktet Testudobracon och familjen bracksteklar. Inga underarter finns listade i Catalogue of Life.